# Mali Bukovec (Varaždin)
Pour les articles homonymes, voir Mali Bukovec.
Mali Bukovec est un village et une municipalité située dans le comitat de Varaždin, en Croatie. Au recensement de 2001, la municipalité comptait 2 507 habitants, dont 98,84 % de Croates et le village seul comptait 852 habitants.

## Localités
La municipalité de Mali Bukovec compte 6 localités :
- Lunjkovec
- Mali Bukovec
- Martinić
- Novo Selo Podravsko
- Sveti Petar
- Županec